# Cerhonice
Cerhonice jsou obec v okrese Písek v Jihočeském kraji. V obci, ke které patří i vesnice Obora u Cerhonic, v nich žije 143 obyvatel.

## Historie
První písemná zmínka o vesnici pochází z roku 1291.

## Přírodní poměry
Severně od vsi podél hranice obce teče řeka Lomnice.

## Obyvatelstvo
| Rok            | 1869 | 1880 | 1890 | 1900 | 1910 | 1921 | 1930 | 1950 | 1961 | 1970 | 1980 | 1991 | 2001 | 2011 | 2021 |
| -------------- | ---- | ---- | ---- | ---- | ---- | ---- | ---- | ---- | ---- | ---- | ---- | ---- | ---- | ---- | ---- |
| Počet obyvatel | 716  | 716  | 659  | 648  | 629  | 671  | 588  | 508  | 446  | 327  | 233  | 151  | 127  | 134  | 152  |
| Počet domů     | 74   | 96   | 85   | 98   | 101  | 104  | 120  | 122  | 113  | 99   | 78   | 92   | 126  | 135  | 135  |

## Obecní správa
Mezi lety 1850–1980 byly Cerhonice obcí v okrese Písek. Od 1. ledna 1981 do 23. listopadu 1990 patřily jako část města k Miroticím a od 24. listopadu 1990 jsou opět samostatnou obcí, ale Radobytce již zůstaly součástí Mirotic.

### Části obce
Obec Cerhonice se skládá ze dvou částí, které obě leží v katastrálním území Cerhonice
- Cerhonice
- Obora u Cerhonic

V letech 1850–1879 k obci patřily i Boudy, v letech 1850–1890 Lučkovice, v letech 1850–1900 Stráž a Strážovice, v letech 1960–1980 Radobytce a v letech 1960–1980 a od 24. listopadu 1990 do 31. prosince 2000 také Obora u Radobytec.

## Pamětihodnosti

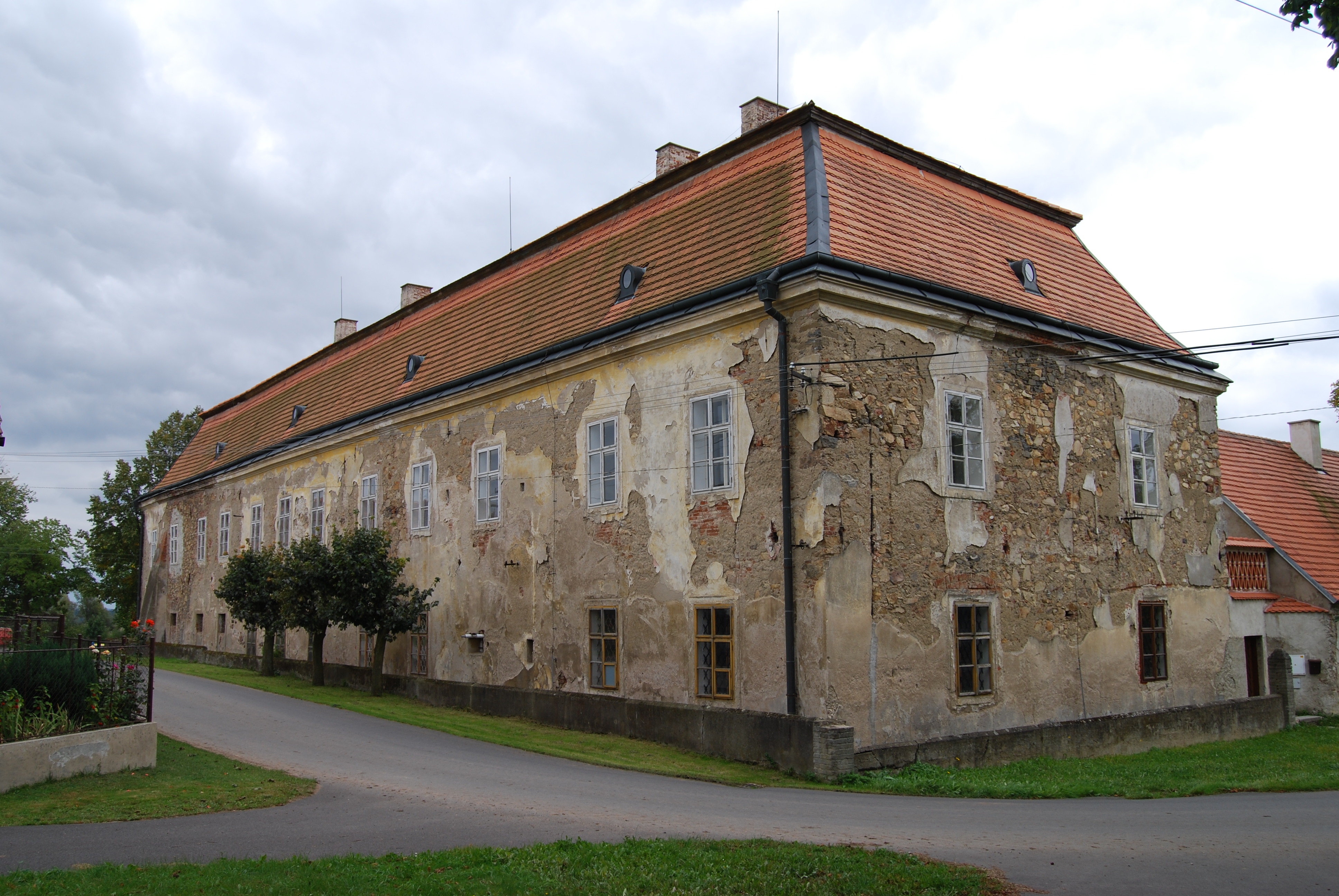
Zámek

- Ve středu vesnice stojí zámek Cerhonice.
- První výklenková kaple se nachází při silnici na Mirotice a je jednou ze tří totožných kaplí. Byly postaveny u cest vedoucích z obce v pravidelném trojúhelníku.
- Druhá výklenková kaple se nachází na severovýchodním okraji obce.
- Třetí výklenková kaple se nachází u komunikace z obce směrem na Radobytce. Je zasvěcená Panně Marii.[7]
- V ohradní zdi statku čp. 23 se nachází výklenek pro sochu světce.[7]
- Poblíž hajnice U červeného kříže jsou umístěné tři kovové kříže na kamenných podstavcích.[8]
- U silnice od Mirotic se vpravo před obcí nachází kovový kříž na kamenném podstavci.[8]
- V polích, východním směrem, se poblíž obce nalézá kamenný kříž.[8]
- U komunikace z Cerhonic směrem na Ostrovec je po pravé straně umístěný kovový kříž na vysokém kamenném podstavci.[8]
- U silnice Cerhonice – Radobytce se nalézá kamenný kříž se svatým obrázkem. Kříž je obrácený čelem do polí. Vročení kříže: 1874[8]

## Osobnosti
- Ladislav Stroupežnický (1850–1892), dramatik a dramaturg Národního divadla
- Zdenka Sulanová (1920–2004), herečka

## Pověst
Pověst, vztahující se ke třem výklenkovým kaplím zpopularizoval Alois Jirásek v Baladě z rokoka. S ústupem francouzských vojsk z kraje ustupovaly i tři francouzské princezny, které byly ubytované na cerhonickém zámečku. Toto je první verze. Podle druhé verze se jednalo o tři dcery maršála de Broglia, který velel vojskům. Podle třetí verze se jednalo o tři obyčejné vojačky. Při balení jejich majetku zahlédl sloužící velké množství šperků a cenností. Hned se nabídl, že je vyvede k ustupujícím Francouzům. Ale společně s jedním poddaným je zavezli do vrážských lesů, kde je zavraždili. Ubíjené ženy prosily o milost a proklely své vrahy i jejich potomky do několika generací. Na místě vraždy v lese byl vztyčen červený kříž. Tři naprosto stejné kapličky byly postaveny u cest vedoucích z obce. Každoročně se zde pořádala procesí až do první světové války.

## Galerie

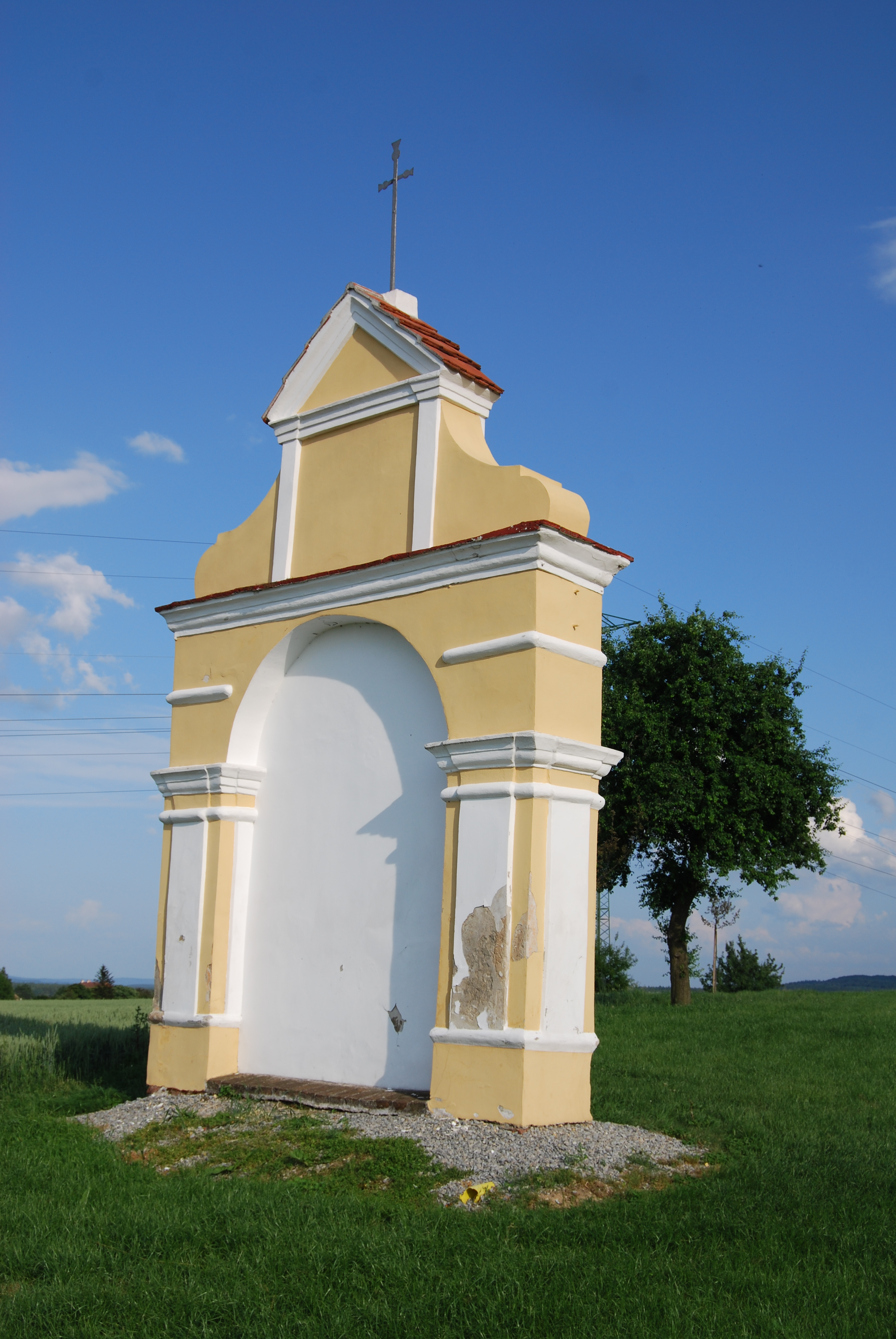
Kaple
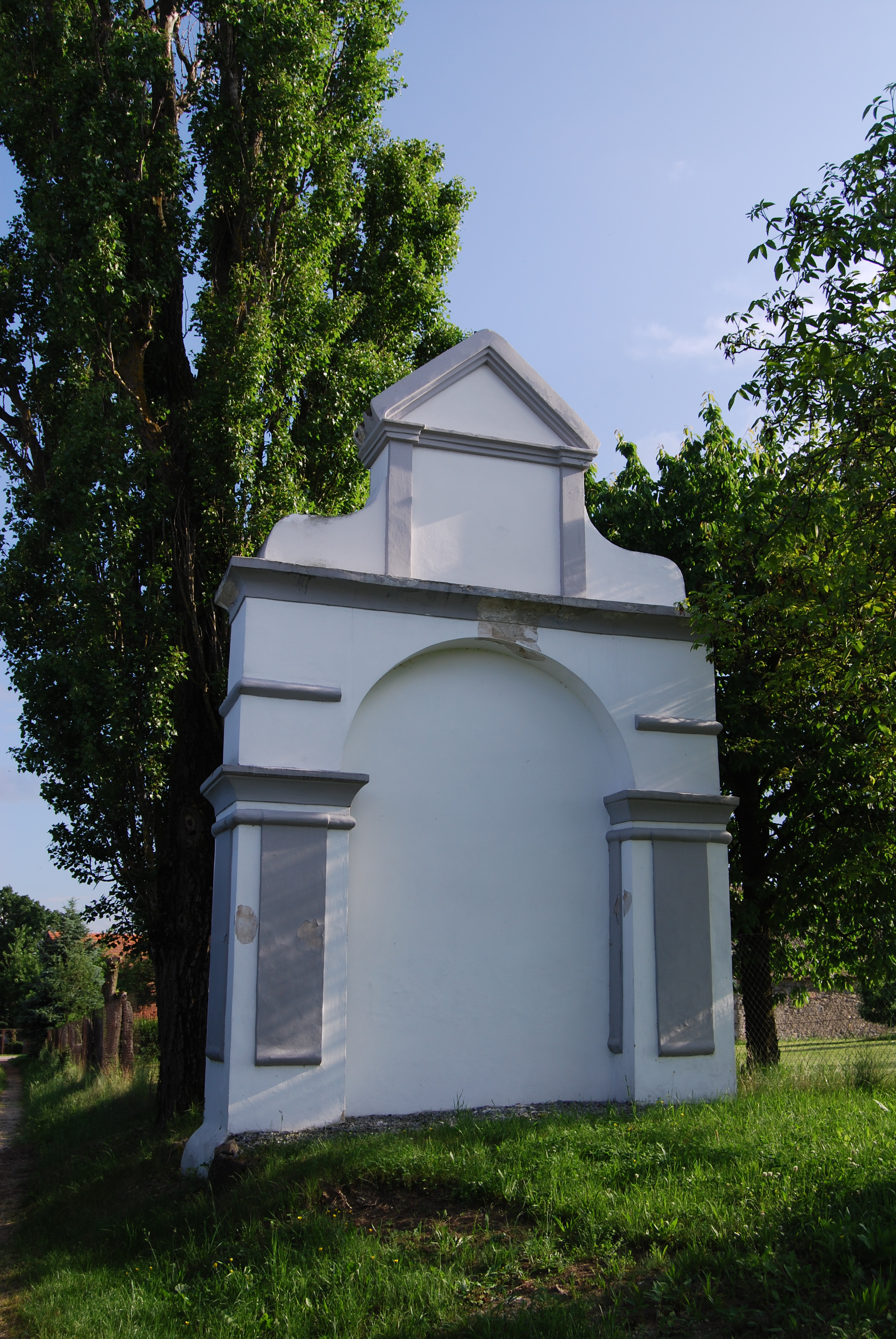
Kaple
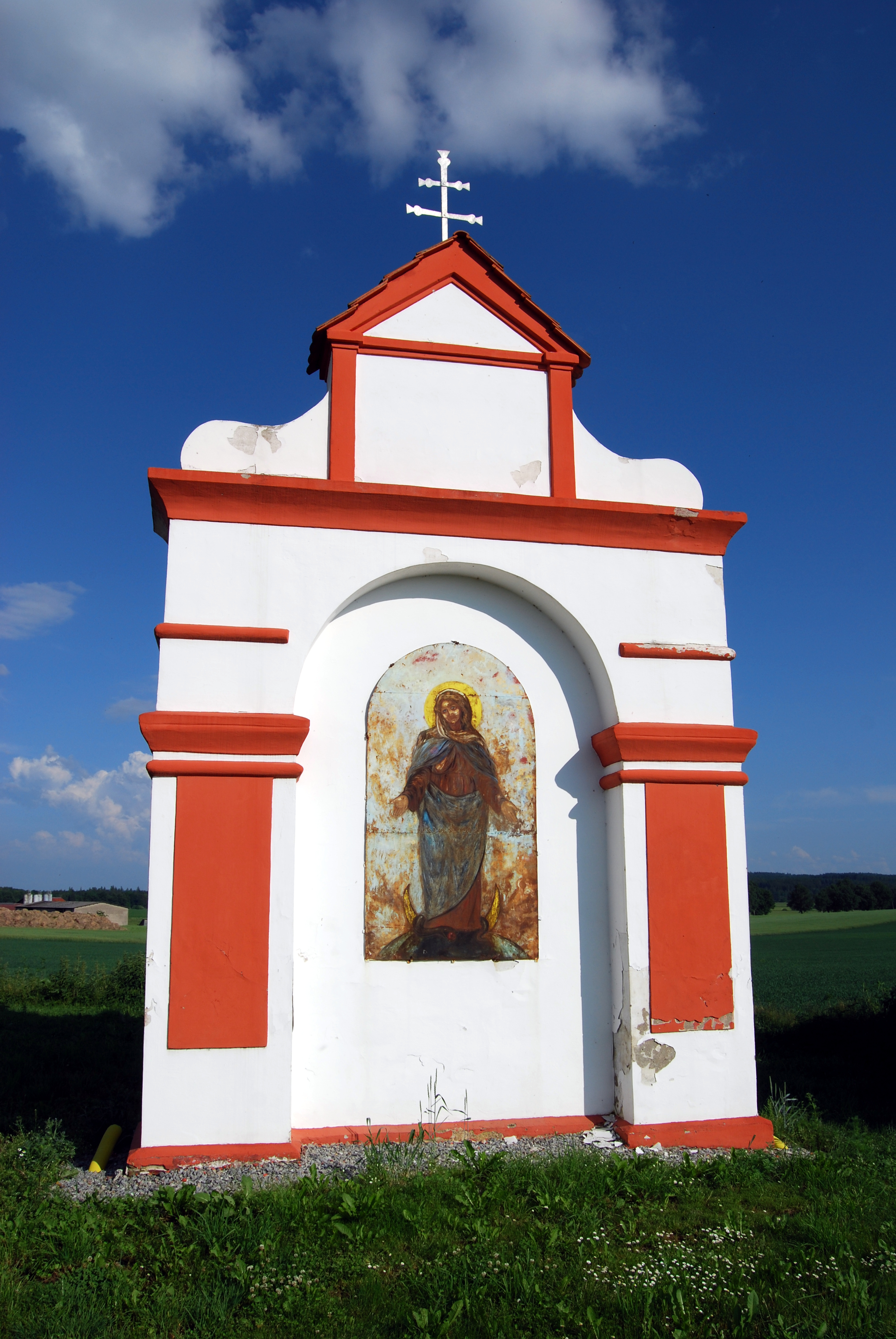
Kaple
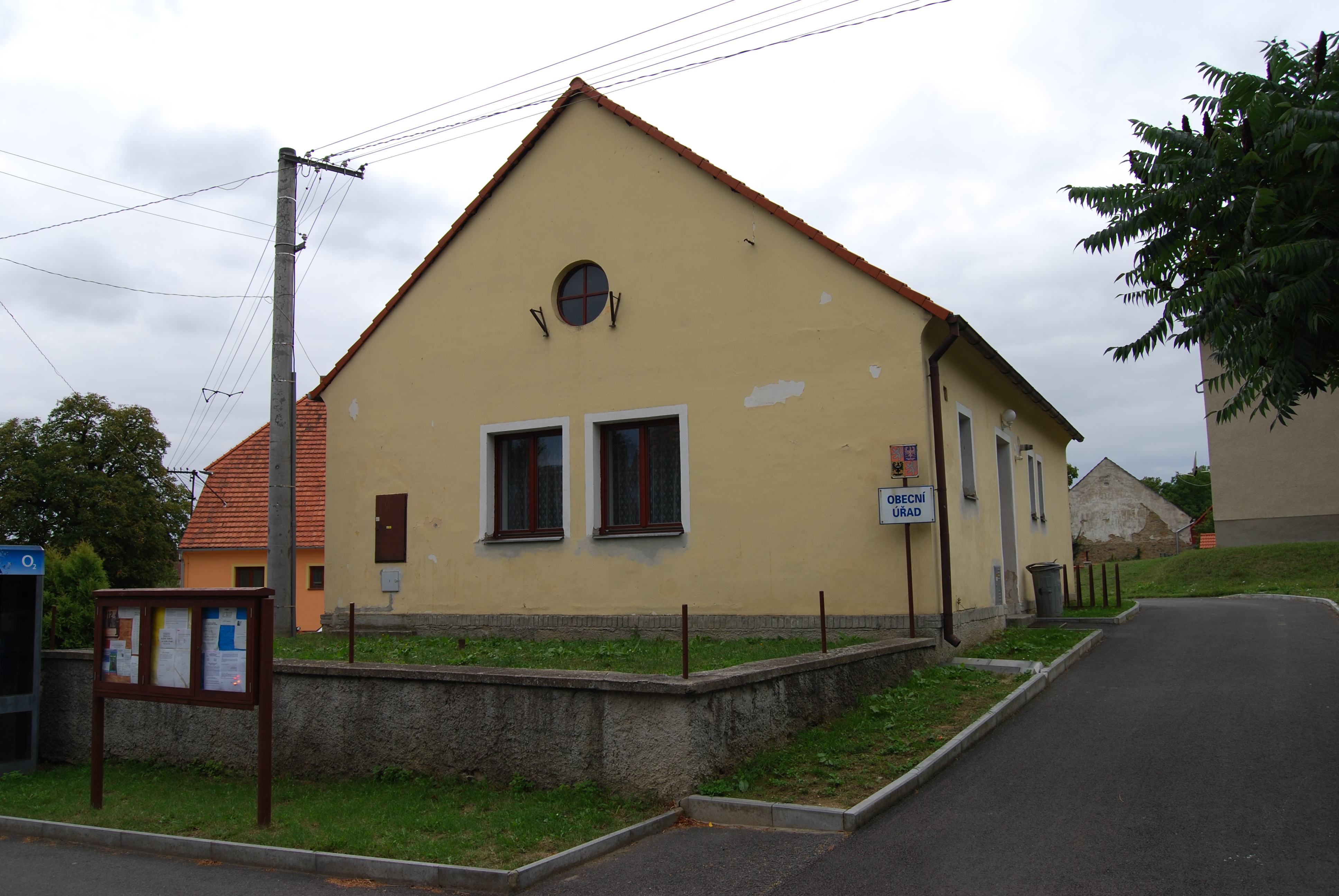
Obecní úřad
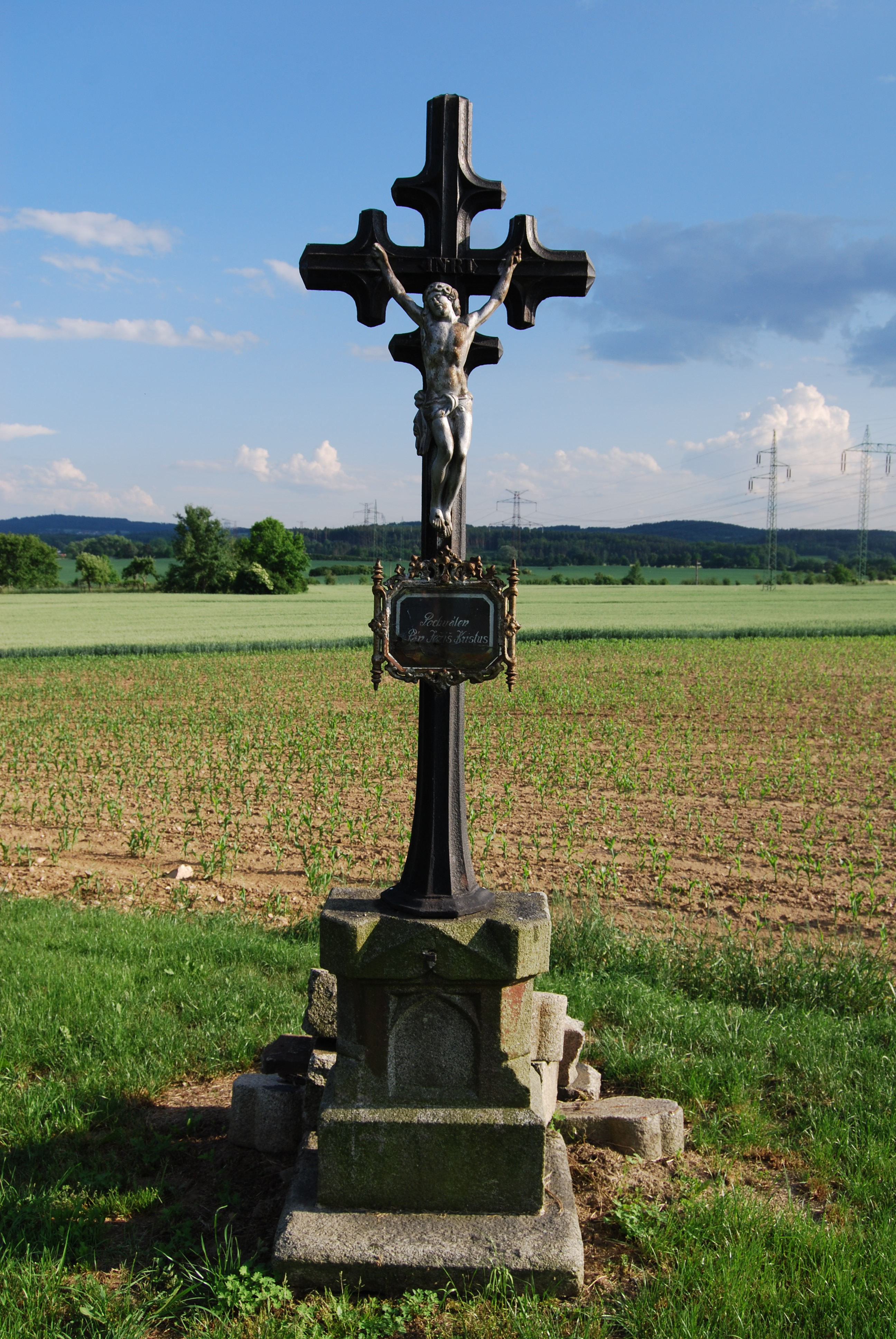
Kříž před vesnicí
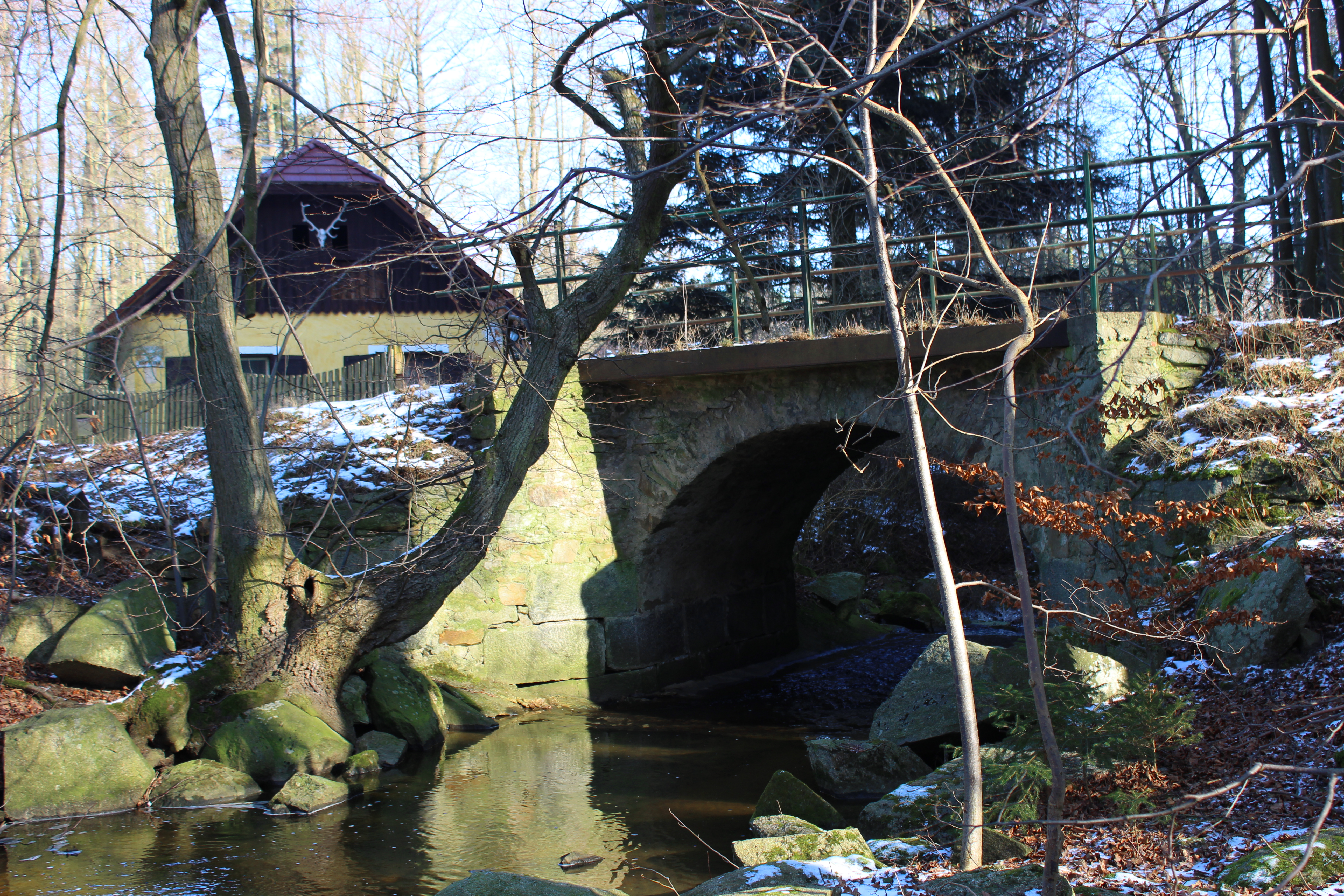
Nový rybník
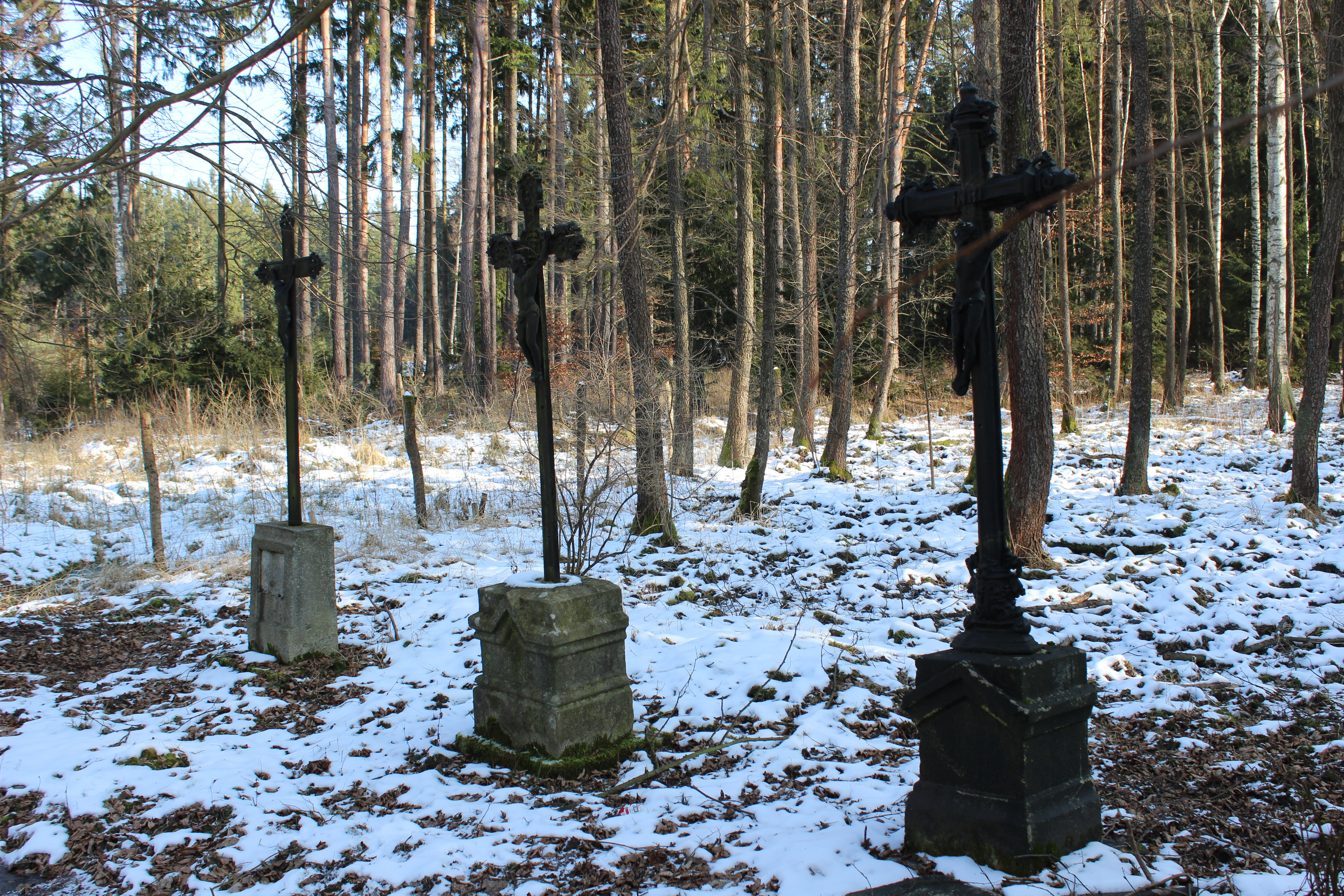
Tři kříže
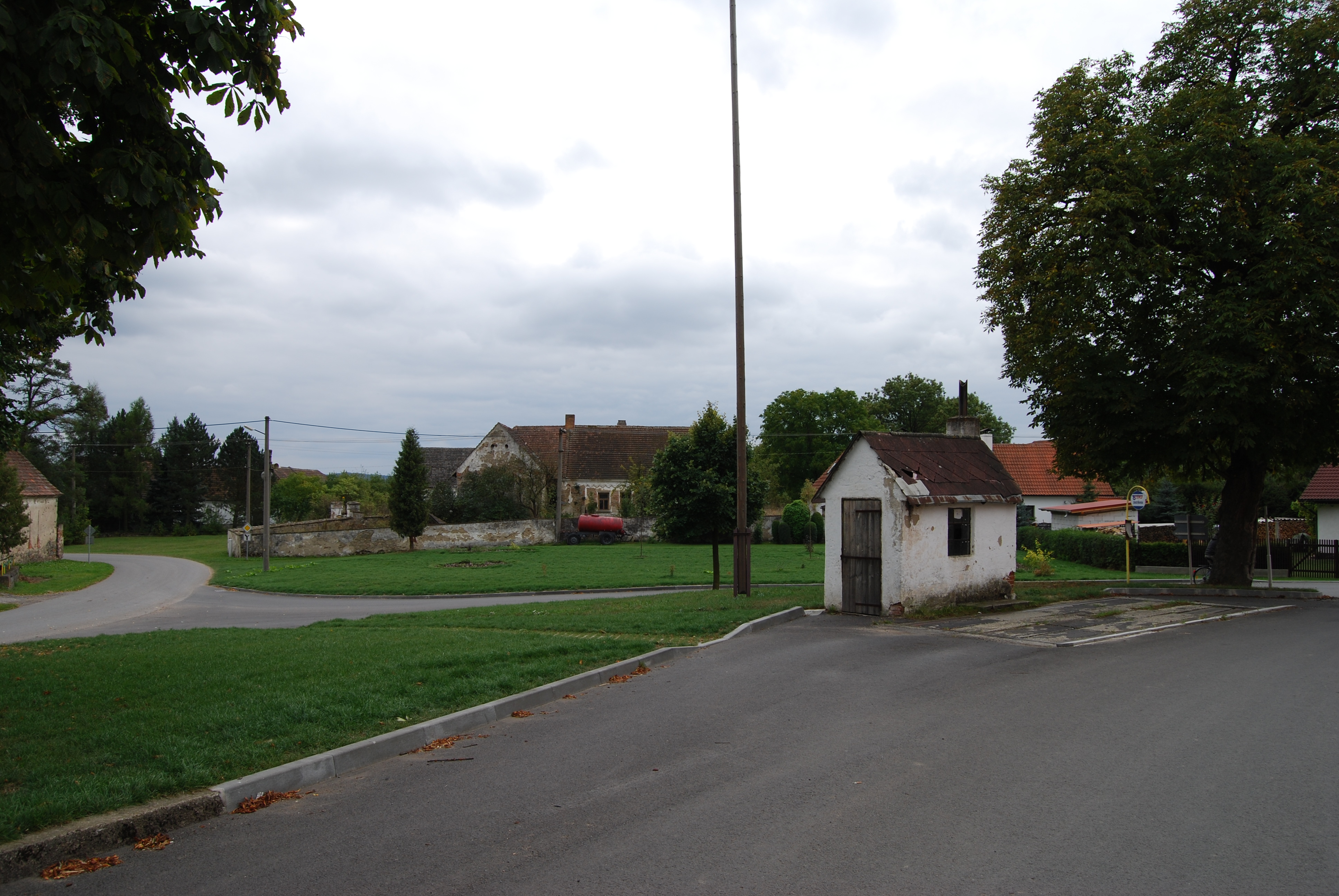
Část obce